# Katrin Plötner
Katrin Plötner (geb. 1985 in Berlin) ist eine deutsche Theaterregisseurin.

## Leben
Plötner, in ihrer Geburtsstadt aufgewachsen, absolvierte von 2006 bis 2011 ein Regiestudium am Mozarteum Salzburg. Ihre Diplomregiearbeit Angriffe auf Anne erhielt eine Einladung zum Fast Forward Festival ans Staatstheater Braunschweig.
Ihre Inszenierungen wurden unter anderem am Residenztheater München, Schauspiel Frankfurt, Staatsschauspiel Dresden, Schauspiel Leipzig, Schauspielhaus Graz, Nationaltheater Mannheim, Staatstheater Darmstadt, Staatstheater Karlsruhe, Theater Bonn, Luzerner Theater und Landestheater Linz gezeigt.
2023 wurde sie für den Nestroy-Theaterpreis in der Kategorie „Beste Bundesländer-Aufführung“ nominiert sowie zu den Mülheimer Theatertagen eingeladen. 2022 folgte eine Einladung zum Sächsischen Theatertreffen, 2020 zum Heidelberger Stückemarkt sowie zu den Autorentheatertagen am Deutschen Theater Berlin. 2019 war sie für das nachtkritik-Theatertreffen nominiert.
In den Jahren 2023/24 war sie Gastprofessorin für Schauspiel an der Universität der Künste Berlin. 2024 und 2021 übernahm sie dort Lehraufträge als Gastdozentin für Schauspiel. 2017 war sie als Gastdozentin für Regie an der Universität Mozarteum Salzburg tätig und 2016 Mitglied der Jury des internationalen Theaterfestivals ARENA in Erlangen.

## Inszenierungen
- 2025: Sonne / Luft / Asche von Elfriede Jelinek (Stadttheater Ingolstadt)
- 2025: Die Hölle auf Erden von Maria Lazar (Schauspielhaus Graz)
- 2025: Am Königsweg / Endsieg von Elfriede Jelinek (Theater Bonn)
- 2024: Im Spiegelsaal nach der Graphic Novel von Liv Strömquist (Staatsschauspiel Dresden)
- 2023: Die Lage von Thomas Melle (UNI.T – Theater der UdK Berlin)
- 2023: Was fehlt uns zum Glück? (UA) - Fragebogen von Max Frisch (Theater Bonn)
- 2023: Schnee Weiss (Die Erfindung der alten Leier) von Elfriede Jelinek (Landestheater Linz)
- 2023: Eine Volksfeindin von Henrik Ibsen mit neuen Texten von Şeyda Kurt (Nationaltheater Mannheim)
- 2023: Garland von Svenja Viola Bungarten (Staatsschauspiel Dresden)
- 2022: Das Bildnis des Dorian Gray von Oscar Wilde (Luzerner Theater)
- 2022: Die Kunst der Wunde (UA) von Katja Brunner (Schauspiel Leipzig)
- 2022: Ich fühl's nicht (UA) nach der Graphic Novel von Liv Strömquist (Staatsschauspiel Dresden)
- 2021: Monster wie wir (UA) nach einem Roman von Ulrike Almut Sandig (Anhaltisches Theater Dessau)
- 2021: Ein Wahnsinn was Menschen einander (UA) von Kristin Höller (Schauspiel Leipzig)
- 2020: Drei Schwestern von Anton Tschechow (Staatstheater Darmstadt)
- 2020: Nathan der Weise von Gotthold Ephraim Lessing (Landestheater Linz)
- 2019: Der gute Mensch von Sezuan von Bertolt Brecht (Theater Münster)
- 2019: Frau Ada denkt Unerhörtes (UA) von Martina Clavadetscher (Schauspiel Leipzig)
- 2019: Hoppla, wir leben! von Ernst Toller (Nationaltheater Mannheim)
- 2019: Der Schimmelreiter nach der Novelle von Theodor Storm (Hans Otto Theater, Potsdam)
- 2018: Marat/Sade von Peter Weiss (Landestheater Linz)
- 2018: Liliom von Ferenc Molnár (Theater Regensburg)
- 2018: Die Herzogin von Malfi von John Webster (Staatstheater Darmstadt)
- 2017: Für immer schön von Noah Haidle (Residenztheater, München)
- 2017: Leben des Galilei von Bertolt Brecht (Landestheater Linz)
- 2017: Willkommen in Deutschland (DEA) von Tony Kushner und Marlene Streeruwitz (Schauspiel Frankfurt)
- 2016: Hamlet von William Shakespeare (Theater Regensburg)
- 2016: die europäische wildnis, eine odyssee (UA) von Sascha Hargesheimer (Schauspiel Frankfurt in Kooperation mit den Ruhrfestspielen Recklinghausen)
- 2016 Tod eines Handlungsreisenden von Arthur Miller (Mainfranken Theater Würzburg)
- 2015: pest (UA) von Konstantin Küspert (Theater Regensburg)
- 2015: Hin und Her von Ödön von Horváth (Schauspiel Frankfurt)
- 2015: Playboy (UA) von Marijana Verhoef (Staatstheater Augsburg)
- 2015: Du sollst den Wald nicht vor dem Hasen loben (UA) von Jörn Klare (Staatstheater Karlsruhe)
- 2014: Minna von Barnhelm von Gotthold Ephraim Lessing (Landestheater Niederösterreich, St. Pölten)
- 2014: Woyzeck von Georg Büchner (Theater Regensburg)
- 2014: Horace von Pierre Corneille (Landestheater Niederösterreich, St. Pölten)
- 2013: Alexander Kluge – Hoffnung und Widerstand (Nordharzer Städtebundtheater)
- 2013: Romeo und Julia von William Shakespeare (Theater Regensburg)
- 2013: Der Komet. Wichtige Nachrichten vom neuen Traumgeber-Orden und andere seltsame Begebenheiten nach Motiven von Jean Paul (Residenztheater, München)
- 2012: Die Hamletmaschine von Heiner Müller (Residenztheater, München)
- 2011: Genannt Gospodin von Philipp Löhle (Schlossplatztheater, Berlin)
- 2011: Angriffe auf Anne von Martin Crimp (Theater im KunstQuartier, Universität Mozarteum Salzburg)
- 2010: Aussicht – Hölderlin nach einem Gedicht von Friedrich Hölderlin (Theater im KunstQuartier, Universität Mozarteum Salzburg)
- 2009: Krankheit der Jugend von Ferdinand Bruckner (Schlossplatztheater, Berlin)
- 2008: Feuergesicht von Marius von Mayenburg (Schlossplatztheater, Berlin)
- 2007: Philip Glass Buys a Loaf of Bread von David Ives (Schlossplatztheater, Berlin)